# Griechisches Referendum 2015

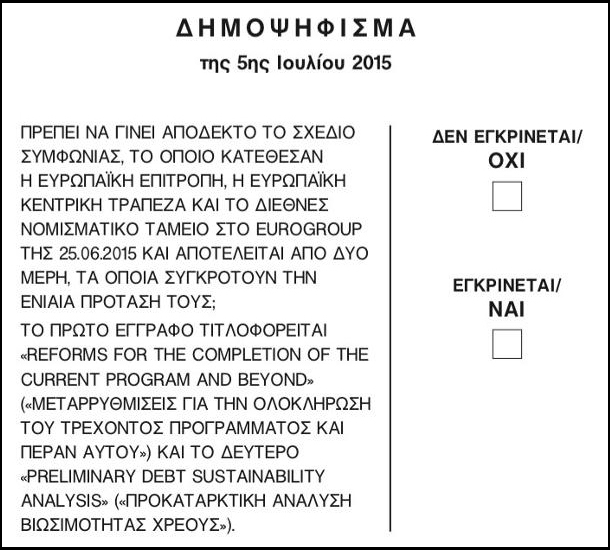
Stimmzettel

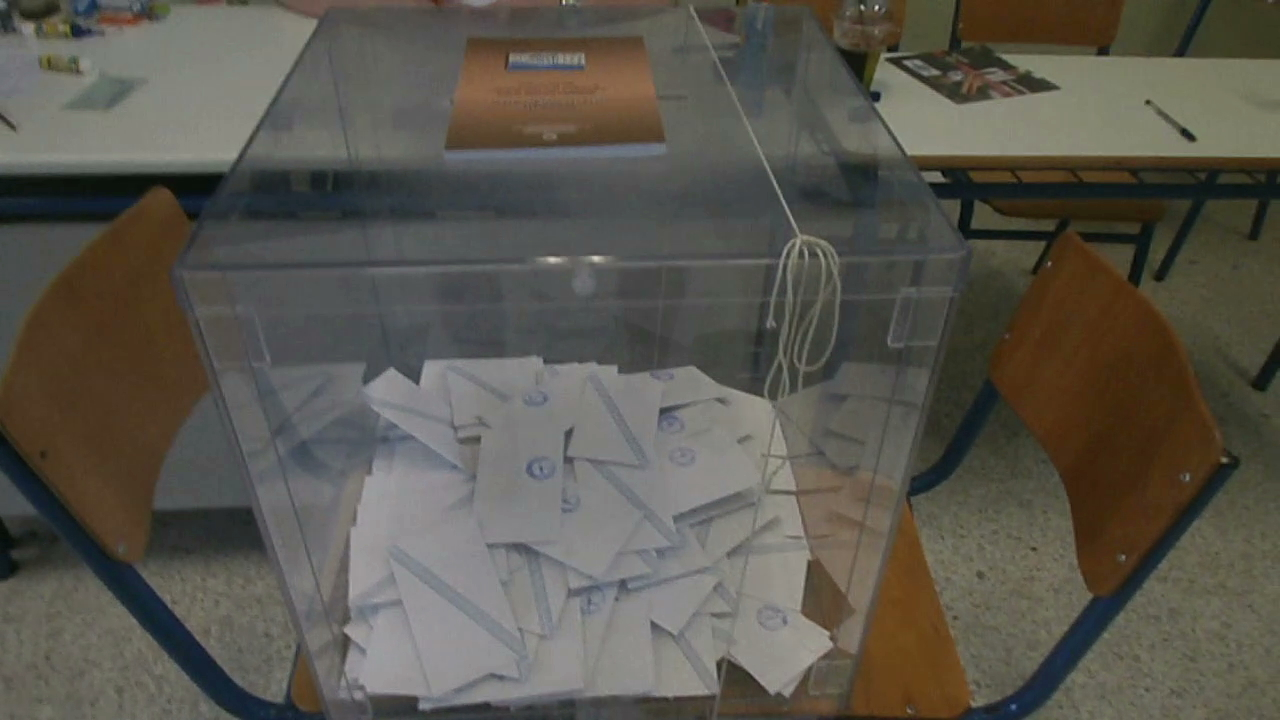
Stimmzettel in der Wahlurne

Das griechische Referendum 2015 war ein am 5. Juli 2015 während der Staatsschuldenkrise abgehaltenes Referendum über die Ablehnung oder Annahme eines Entwurfs, der Reformen in Griechenland betraf. Der Entwurf stammte von den Institutionen (Europäische Kommission, Internationaler Währungsfonds und Europäische Zentralbank) als Vertretern der Gläubiger. Die Reformen sollten ursprünglich als vertrauensbildende Maßnahme vom griechischen Parlament beschlossen werden. Bei einer Wahlbeteiligung von 62,50 % wurden durch das Referendum die Sparmaßnahmen mit 61,31 % der gültigen Stimmen abgelehnt.

## Vorgeschichte
Zuletzt fand ein Referendum in Griechenland am 8. Dezember 1974 statt: Die Entscheidung nach dem Ende des Obristenregimes fiel zugunsten der bestehenden Republik als Staatsform und gegen eine Restauration der Monarchie.
Bereits am 31. Oktober 2011 hatte der damalige griechische Premierminister Giorgos A. Papandreou in Bezug auf das zweite Hilfspaket (englisch Loan Facility Agreement) und über einen Schuldenschnitt im Zusammenhang mit der Griechischen Staatsschuldenkrise, speziell über den Tausch von Staatsanleihen, ein Referendum angekündigt, dieses jedoch aufgrund des Widerstands von Regierungsmitgliedern und der Herstellung einer Parlamentsmehrheit für die Opponenten am 3. November 2011 abgesagt. Kurz darauf trat er zu Gunsten einer Regierung der nationalen Einheit von seinem Amt zurück. Der spätere Ministerpräsident Tsipras warnte damals vor einem Kollaps der Wirtschaft und der Banken bei Durchführung einer Abstimmung.
Die im Anschluss an die im Januar 2015 abgehaltene Parlamentswahl gebildete neue griechische Regierung stellte am 19. Februar 2015 einen Antrag auf Verlängerung der Finanzhilfen für Griechenland (en. Master Financial Assistance Facility Agreement) und verhandelte seitdem auf verschiedenen Ebenen mit den Geldgebern.
Am 4. Mai 2015 sprach sich der ehemalige Premierminister Papandreou für ein neuerliches Referendum aus, bei dem über die Reformen, die Verhandlungen und den Verbleib in der Eurozone abzustimmen sei.
Am 25. Juni 2015 legten jeweils die sog. „Institutionen“ (vor dem 13. Februar 2015 Troika genannt) und die griechische Regierung einen neueren Vorschlag über vorrangige Reformmaßnahmen vor. Mit der Euro-Gruppe konnte keine Einigung auf einen der beiden Vorschläge erzielt werden, wobei der griechische Vorschlag anschließend durch die „Institutionen“ bewertet und abgelehnt wurde. Im Laufe des 26. Juni 2015 wurde der Vorschlag der „Institutionen“ weiter verhandelt. Nach einer Sondersitzung des griechischen Kabinetts lehnte dieses jedoch den Vorschlag der „Institutionen“ am gleichen Abend ab. Dieser letzte Vorschlag konnte daraufhin nicht mehr förmlich abgeschlossen und der Euro-Gruppe vorgelegt werden.
In der Nacht auf den 27. Juni 2015 kündigte Premierminister Alexis Tsipras ein Referendum für den 5. Juli 2015 an, in dem über den am 25. Juni 2015 in der Euro-Gruppe diskutieren Vorschlag der „Institutionen“ entschieden werden sollte. Zugleich beantragte die griechische Regierung eine Verlängerung der am 30. Juni 2015 auslaufenden Finanzhilfevereinbarung um einen Monat. Die Euro-Gruppe lehnte diesen Antrag ab und äußerte ihre Enttäuschung über den einseitigen Abbruch der Verhandlungen durch Griechenland.
Das Referendum wurde am 28. Juni 2015 im griechischen Parlament gebilligt. 178 Abgeordnete stimmten bei 120 Gegenstimmen und zwei Abwesenden dafür. Neben den meisten Abgeordneten der beiden Regierungsfraktionen votierte auch die faschistische Chrysi Avgi für das Referendum. Die griechische Regierung empfahl beim Referendum mit „Nein“ zu stimmen. Seitens der „Institutionen“ stand der Vorschlag vom 25. Juni 2015 jedoch nicht mehr zur Verhandlung an; daher wurde die Abstimmung von den Gläubigern als unverbindlich betrachtet. Der Europarat äußerte, dass das Referendum nicht den erforderlichen Standards entspreche. Ferner sei zu bemängeln, dass die von der griechischen Regierung veröffentlichten Dokumente von denen der „Institutionen“ abwichen. Ab dem 1. Juli 2015 beziehe sich der Vorschlag überdies auf ein abgelaufenes Programm.

## Rechtsgrundlage und Inhalt
Gemäß Artikel 44 der griechischen Verfassung ordnet der Präsident der Republik bei politischen Grundsatzfragen ein Referendum an, wenn das Parlament auf Vorschlag der Regierung mit absoluter Mehrheit dafür votiert hat.
Die Wähler waren aufgerufen, die folgende Frage zu beantworten:

„Soll der von der Europäischen Kommission, der Europäischen Zentralbank und dem Internationalen Währungsfonds der Eurogruppe am 25. Juni vorgelegte Entwurf einer Vereinbarung, der aus zwei Teilen besteht, welche einen einheitlichen Vorschlag darstellen, angenommen werden? Das erste Dokument ist überschrieben «Reforms for the completion of the Current Program and Beyond» (Reformen für die Beendigung des laufenden Programms und darüber hinaus) und das zweite «Preliminary Debt sustainability analysis» (Vorläufige Schuldentragfähigkeitsanalyse).“

Mögliche Antworten waren: NICHT ANGENOMMEN / NEIN und ANGENOMMEN / JA
Evangelos Venizelos von der PASOK sowie die Parteien To Potami und Nea Dimokratia zweifelten die Verfassungsmäßigkeit des Referendums an, da dieses für fiskalpolitische Angelegenheiten nicht vorgesehen sei. Die Formulierung der Frage des Referendums wurde von verschiedener Seite als zu kompliziert und deswegen „nahezu sinnlos“ bzw. schwer verständlich kritisiert. Auch sei es unüblich und ein Versuch einer Wählerbeeinflussung, dass die von der Regierung favorisierte „Nein“-Antwort auf dem Stimmzettel über der „Ja“-Antwort angeordnet sei. Beobachter verweisen in diesem Zusammenhang (Nein vor Ja) darauf, dass Nein (Ochi) in Griechenland ein positiv besetzter Begriff ist und am 28. Oktober jeden Jahres ein besonderer Nationalfeiertag, der Ochi-Tag, in Erinnerung an den Widerstand gegen Benito Mussolini gefeiert wird.
Am 28. Juni 2015 veröffentlichte die Europäische Kommission den letzten Vereinbarungsentwurf der drei Gläubigerinstitutionen, um Transparenz über den Inhalt der Abstimmung herzustellen. Das Dokument beschreibt einschneidende Reformmaßnahmen zu zehn Themenkreisen, nämlich mittelfristige Finanzplanung, Mehrwertsteuerreform, strukturelle fiskalische Maßnahmen, Rentenreform, konkrete Maßnahmen in der öffentlichen Verwaltung, im Rechtswesen (z. B. Katasterämter), bei der Korruptionsbekämpfung, der Steuerverwaltung, im finanziellen Sektor, im Arbeitsmarkt, in den Gütermärkten und bei der Privatisierung. Den umstrittenen Reformmaßnahmen müssen andererseits die schon geleisteten internationalen Hilfszahlungen in der Höhe von mehreren 100 Milliarden Euro an den griechischen Staat gegenübergestellt werden, die zur Finanzierung der Reformmaßnahmen und zum Aufbau der für die Wirtschaftsleistung erforderlichen Infrastruktur eingesetzt wurden, wozu jetzt nach den Vorschlägen der Eurogruppe noch mehr als 80 Milliarden Euro kommen sollen.
Der griechische Staatsrat wies am 3. Juli 2015 Beschwerden zurück, die von zwei Bürgern mit dem Ziel eingereicht worden waren, dass das oberste Verwaltungsgericht Griechenlands das Referendum annullieren solle. Die Fragestellung ist nach Ansicht der Kläger zu technisch für den kurzen Zeitraum und betreffe unzulässigerweise Fragen der Staatsfinanzen. Zwölf Anwälte hatten eine Gegenerklärung eingereicht, dass das Referendum zulässig sei, da es Fragen der Souveränität betreffe.
Der Gerichtshof wies die Klage ab und ließ das Referendum zu.

## Positionen zum Referendum

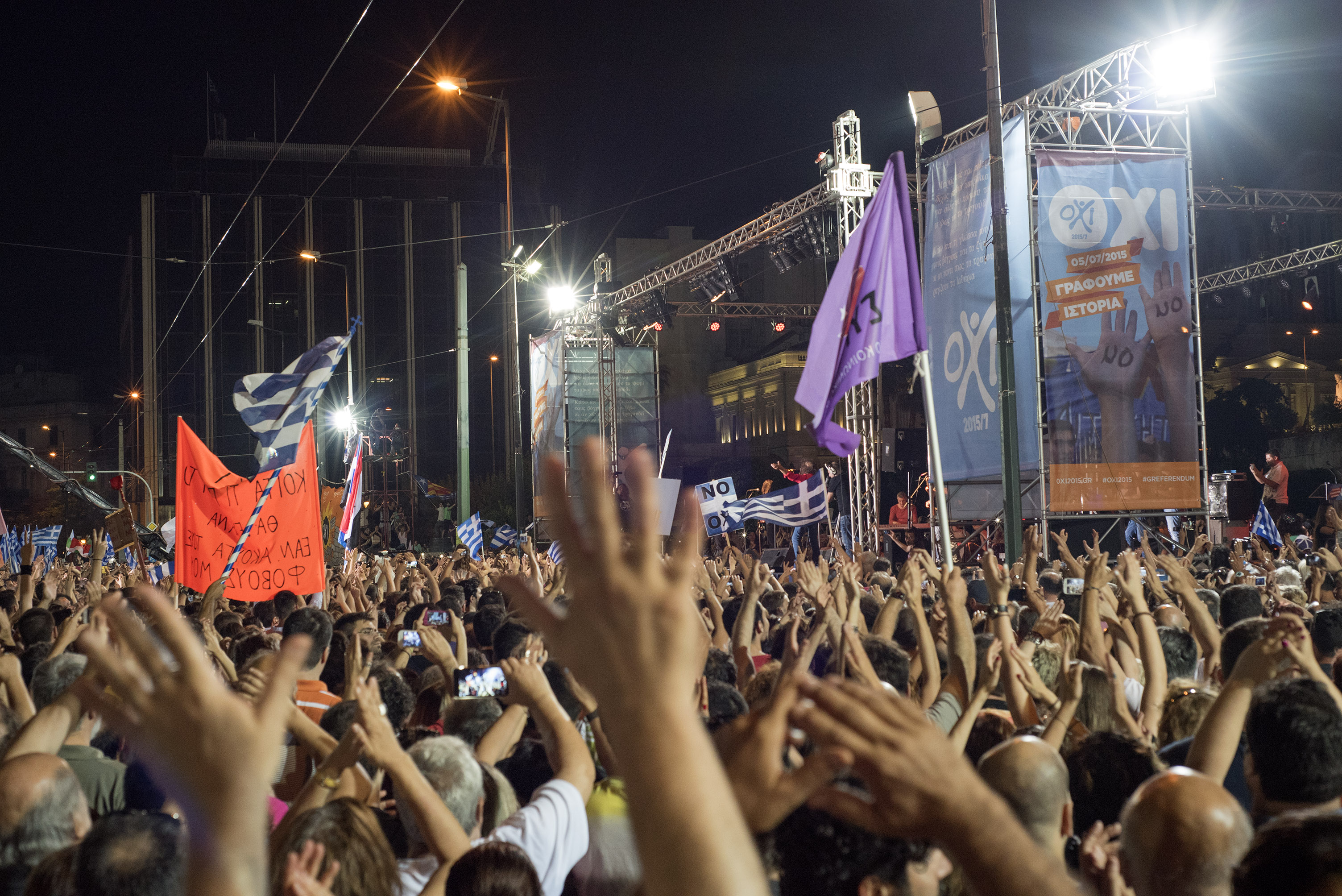
Demonstranten in Athen, die sich für ein „Nein“ (ΟΧΙ) bei der Abstimmung aussprechen

Von den im Parlament vertretenen Parteien warben die beiden Regierungsparteien, die sozialistische SYRIZA und die nationalkonservative ANEL, ferner die faschistische Chrysi Avgi für ein „Nein“ zu der von den europäischen Institutionen vorgeschlagenen Vereinbarung. Die konservative Nea Dimokratia, die linksliberale To Potami und die sozialdemokratische PASOK lehnten zwar ein Referendum ab, traten jedoch für ein „Ja zu Europa und zum Euro“ ein. Die kommunistische KKE rief dazu auf, ungültig zu stimmen.
In seiner Fernsehansprache vom 29. Juni 2015 erläuterte der griechische Ministerpräsident Alexis Tsipras den Hintergrund des Referendums. Seiner Ansicht nach könne das griechische Volk ein besseres Verhandlungsergebnis erzielen, wenn es den Vorschlag der drei Institutionen ablehne. Zugleich deutete Tsipras seinen Rücktritt an, falls die Bevölkerung mit „Ja“ stimmen sollte.
Führende Politiker der Eurostaaten, wie der deutsche Vizekanzler und Wirtschaftsminister Sigmar Gabriel, der italienische Premierminister Matteo Renzi und der französische Präsident François Hollande warnten öffentlich, dass ein „Nein“ bei dem Referendum zwangsläufig das Ausscheiden Griechenlands aus dem Euro-Währungsverbund bedeuten würde. Der Präsident der Europäischen Kommission Jean-Claude Juncker sagte in einer Stellungnahme am 29. Juni 2015, dass von europäischer Seite alles versucht worden sei, Griechenland in der Eurozone zu halten und dass er sich durch seine griechischen Verhandlungspartner durch den Abbruch der Verhandlungen und die Ankündigung des Referendums „ein wenig verraten“ fühle. Der Präsident des Europäischen Parlaments Martin Schulz (SPD) warf der Regierung Tsipras vor, sie habe eine Einigung im Schuldenstreit womöglich nie gewollt und bezeichnete das angekündigte Referendum als „manipulativ“. Eurogruppen-Chef Jeroen Dijsselbloem sprach die Möglichkeit eines sog. Grexits an, sollten die Wähler in Griechenland beim Referendum mit „Nein“ stimmen.
Der Europarat kritisierte den Termin des Referendums: Zwischen Ankündigung und Abstimmungstermin müssten mindestens zwei Wochen liegen, um den Wählern ausreichend Zeit für eine Meinungsbildung zu geben. Der gewählte Termin verstoße daher gegen Europarat-Richtlinien.
Der UN-Sonderberichterstatter für die Förderung einer demokratischen und gerechten internationalen Ordnung Alfred de Zayas und die unabhängige Expertin für Menschenrechte und internationale Solidarität Virginia Dandan begrüßten dagegen das Referendum und riefen zu internationaler Solidarität auf. Sie brachten ihre Enttäuschung darüber zum Ausdruck, dass es dem IWF und der EU nicht gelungen sei, eine Lösung abseits erneuter Austeritäts-Maßnahmen zu erreichen. Ferner stellten sie fest, dass ein Darlehensvertrag weder ein Land dazu zwingen dürfe, die bürgerlichen, kulturellen, wirtschaftlichen, politischen und sozialen Rechte seiner Bevölkerung zu verletzen, noch dürfe ein solcher Darlehensvertrag die Souveränität eines Staates negieren.

## Ergebnis der Abstimmung

Ergebnisse nach Stimmbezirken (Prozentsatz der Nein-Stimmen)

9.286.380 Griechen waren wahlberechtigt. Das Ergebnis lautet nach Regionen:
| Region                     | Nein      | Anteil  | Ja        | Anteil  | Beteiligung |
| -------------------------- | --------- | ------- | --------- | ------- | ----------- |
| Attika                     | 1.118.208 | 59,70 % | 754,883   | 40,30 % | 67,96 %     |
| Epirus                     | 115.814   | 59,18 % | 79.884    | 40,82 % | 56,08 %     |
| Ionische Inseln            | 78.153    | 67,74 % | 37.211    | 32,26 % | 53,05 %     |
| Kreta                      | 238.508   | 69,87 % | 102.855   | 30,13 % | 68,15 %     |
| Mittelgriechenland         | 206.376   | 64,27 % | 114.738   | 35,73 % | 64,47 %     |
| Nördliche Ägäis            | 66.457    | 61,31 % | 41.944    | 38,69 % | 49,45 %     |
| Ostmakedonien und Thrakien | 205.687   | 59,80 % | 138.262   | 40,20 % | 56,03 %     |
| Peloponnes                 | 200.087   | 57,34 % | 148.853   | 42,66 % | 54,24 %     |
| Südliche Ägäis             | 108.911   | 63,99 % | 61.289    | 36,01 % | 59,15 %     |
| Thessalien                 | 258.329   | 62,29 % | 156.417   | 37,71 % | 62,84 %     |
| Westgriechenland           | 251.583   | 65,14 % | 134.612   | 34,86 % | 60,48 %     |
| Westmakedonien             | 105.774   | 60,17 % | 70.031    | 39,83 % | 52,23 %     |
| Zentralmakedonien          | 604.563   | 59,91 % | 404.558   | 40,09 % | 64,24 %     |
| Griechenland               | 3.558.450 | 61,31 % | 2.245.537 | 38,69 % | 62,50 %     |

Die Anzahl der Nein- bzw. Ja-Stimmen summiert sich zu 100 %. 5,80 % der abgegebenen Stimmen waren ungültig und wurden nicht mitgezählt.

## Reaktionen auf das Referendum
Europaskeptiker und Parteien aus dem linken und rechten Spektrum in Europa bekundeten gleichermaßen ihre Zufriedenheit mit dem Ausgang der Abstimmung. So lobte Nigel Farage, Chef der britischen Partei UKIP, den Mut der Griechen und verkündete, dass das „Projekt Europa“ nun im Sterben liege. Weitere Unterstützungsbekundungen kamen von der Vorsitzenden der rechten französischen Front National Marine Le Pen, dem Vorsitzenden der linken spanischen Bewegung Podemos Pablo Turrión und dem Vorsitzenden der Linken in Deutschland Bernd Riexinger.
Bundeskanzlerin Angela Merkel kündigte einen Sondergipfel mit dem französischen Präsidenten François Hollande für den 7. Juli 2015 an. Beide erklärten, „dass das Votum der griechischen Bürger zu respektieren“ sei.
Der deutsche Wirtschaftsminister Gabriel meinte in einem Interview: Tsipras habe die „letzten Brücken eingerissen, über die Europa und Griechenland sich auf einen Kompromiss zubewegen konnten“. Einen Tag später machte Sigmar Gabriel jedoch bereits eine Kehrtwende: „Die Griechen hätten für ihre Entscheidungen seinen ‚vollen Respekt‘. Es gelte nun, das Land "nicht im Stich zu lassen.“ Mehr als je zuvor seien die Menschen in Griechenland auf die Solidarität der europäischen Partner angewiesen. Er rate allen Europäern, jetzt „einen Moment inne zu halten“.
EU-Parlamentspräsident Martin Schulz äußerte die Ansicht, dass die Regierung Tsipras durch das Ergebnis des Referendums nicht in eine bessere Position gelangt sei. Die Regierung Tsipras müsse nun Vorschläge unterbreiten. Griechenland könne aber nicht erwarten, dass alle anderen 18 Euro-Staaten, deren Parlamente und Regierungen ebenfalls demokratisch legitimiert seien, die Wünsche Griechenlands akzeptieren würden.
In internen Beratungen der griechischen Regierung in der Nacht nach dem Referendum sah Finanzminister Yanis Varoufakis die Ablehnung durch das Volk als Bestärkung eines Vorschlags, den er schon als Alternative zur eine Woche vorher verfügten Schließung der Banken gemacht hatte: Ausgabe eigener Schuldscheine, Erklärung eines Schuldenschnitts in Bezug auf von der EZB gehaltene griechische Staatsanleihen und Übernahme der Kontrolle der griechischen Zentralbank. Diese möglicherweise zum Grexit führenden Maßnahmen hätten seiner Meinung nach die griechische Verhandlungsposition gestärkt. Der Vorschlag wurde wiederum abgelehnt.
Varoufakis trat zurück und begründete dies damit, dass dies die Verhandlungen mit den Eurogruppen-Partnern erleichtern würde. Sein Nachfolger wurde der bisherige Vize-Außenminister  Efklidis Tsakalotos. Ebenso erklärte Ex-Ministerpräsident Andonis Samaras, der für ein „Ja“-Votum geworben hatte, seinen Rücktritt vom Vorsitz der Nea Dimokratia.
Am 9. Juli 2015 übersandte die griechische Regierung einen von Ministerpräsident Tsipras unterzeichneten Vorschlag an die Euro-Gruppe, dessen Inhalt weitgehend mit dem im Referendum abgelehnten Vorschlag übereinstimmte. Nach langen Verhandlungen wurde am 13. Juli ein Kompromiss gefunden. Das griechische Parlament billigte den Kompromiss am 15. Juli mit 229 Ja-Stimmen und 64 Nein-Stimmen bei 6 Enthaltungen und einer Abwesenden. 32 der 149 Abgeordneten der Regierungspartei Syriza stimmten mit Nein, dafür stimmten die Oppositionsparteien Neo Demokratia, Potami und PASOK mit Ja.
Am 17. Juli kam es in Folge dieser Abstimmung zu einer Regierungsumbildung. Mehrere Minister des linken Flügels von Syriza wurden entlassen. Die Regierung wird nun von 123 der 300 Abgeordneten gestützt und soll als Minderheitsregierung mit Duldung der Opposition fortgeführt werden, um die Sparvorgaben umzusetzen. Nach weiteren Abstimmungen, bei denen die Regierung ohne Stimmen der Opposition keine Mehrheit gehabt hätte, trat Ministerpräsident Tsipras am 20. August zurück. Am 21. August spaltete sich der linke Flügel von SYRIZA ab und gründete die Laiki Enotita. Bei den darauf anberaumten Neuwahlen am 20. September 2015 siegte Syriza. Am 21. September 2015 trat Tsipras seine zweite Amtszeit als Ministerpräsident an.